# 六花チヨ
六花 チヨ（ろくはな チヨ、8月25日生）は、日本の漫画家。三重県在住。血液型はB型。

## 来歴
19歳の時より漫画を描き始め、24歳の時にデビュー。既婚者で、子供がいる。
2003年、『One more Kiss』（講談社）3月号（2月8日発行）・4月号（3月8日発行）にIS（インターセクシュアル、半陰陽のこと）を題材とした漫画作品『IS〜男でも女でもない性〜』の短編2話が掲載され（第1巻収録）、その後『IS〜男でも女でもない性〜』の長編（「春」編、2巻以降）が『Kiss』（同）にて2004年No.10（5月10日発行）より連載され、2009年No.15（7月25日発行）を以って完結。足掛け6年、全17巻の長期連載となった。
2007年、『IS〜男でも女でもない性〜』で第31回講談社漫画賞少女漫画部門受賞。

## 作品リスト
- IS〜男でも女でもない性〜（『One more Kiss』2003年3月号・4月号 → Kiss』2004年No.10 - 2009年No.15、全17巻）
- レッドポイント（『Kiss』2010年No.20[2] - 2011年No.20、全3巻）
  1. 2011年3月11日発売、ISBN 978-4-06-340840-9
  2. 2011年7月13日発売、ISBN 978-4-06-340850-8
  3. 2012年1月13日発売、ISBN 978-4-06-340865-2
- 理想の家族のつくり方（『オフィスユー』2017年3月号 - 、既刊2巻）※電子書籍では全4巻
  1. 2018年3月23日発売[3]、ISBN 978-4-420-15370-6
  2. 2019年2月25日発売、ISBN 978-4-420-15384-3
  3. 2020年2月25日発売、ASIN B084QG41RH
  4. 2021年2月25日発売、ASIN B08W1SXV94
- ジェンダー・コード〜男らしさ、女らしさの鎖につながれて〜（『マンガよもんが』2021年7月21日[4] - ）
  1. 2021年12月16日発売[5]、ISBN 978-4-8211-2882-2